# Roman Horák (hockey sur glace, 1969)
Pour les articles homonymes, voir Horák.
Roman Horák (né le 24 septembre 1969 à České Budějovice en Tchécoslovaquie) est un ancien joueur professionnel tchèque de hockey sur glace qui évoluait au poste de centre. Il est le père de Roman Horák qui joue également au hockey sur glace.

## Carrière
Horák effectue l'essentiel de sa carrière en club en Tchécoslovaquie puis en République tchèque. Il décroche notamment le titre de meilleur pointeur de l'Extraliga avec 73 points en 1997.
Au niveau international, il représente la Tchécoslovaquie lors du Championnat d'Europe junior en 1987 où il remporte la médaille d'argent et termine meilleur attaquant et est nommé dans l'équipe-type du tournoi. Après la scission de la Tchécoslovaquie, il joue pour la République tchèque avec laquelle il participe au Championnat du monde de 1993 où cette dernière remporte la médaille de bronze pour sa première participation à ce tournoi. Il prend également part aux Jeux olympiques de 1994 où son équipe se fait éliminer en quart-de-finale par le Canada. Le 14 avril 1995, il devient le premier joueur de l'histoire de la république tchèque à jouer 50 matchs en sélection lors d'une victoire 4-0 contre le Canada.

## Statistiques
Pour les significations des abréviations, voir Statistiques du hockey sur glace.

### En club
| Saison    | Équipe              | Ligue           |    | Saison régulière | Saison régulière | Saison régulière | Saison régulière | Saison régulière |   | Séries éliminatoires | Séries éliminatoires | Séries éliminatoires | Séries éliminatoires | Séries éliminatoires |
| Saison    | Équipe              | Ligue           | PJ | B                | A                | Pts              | Pun              | PJ               | B | A                    | Pts                  | Pun                  |                      |                      |
| 1986-1987 | HC České Budějovice | Tchécoslovaquie | 4  | 0                | 1                | 1                |                  | -                | - | -                    | -                    | -                    |                      |                      |
| 1987-1988 | HC České Budějovice | Tchécoslovaquie | 29 | 11               | 10               | 21               | 0                | -                | - | -                    | -                    | -                    |                      |                      |
| 1988-1989 | HC České Budějovice | Tchécoslovaquie | 37 | 6                | 9                | 15               | 10               | -                | - | -                    | -                    | -                    |                      |                      |
| 1989-1990 | HC Dukla Trenčín    | Tchécoslovaquie | 29 | 18               | 11               | 29               | -                | -                | - | -                    | -                    |                      |                      |                      |
| 1990-1991 | HC České Budějovice | Tchécoslovaquie | 47 | 17               | 28               | 45               | 14               | -                | - | -                    | -                    | -                    |                      |                      |
| 1992-1993 | HC České Budějovice | Extraliga       | 42 | 24               | 33               | 57               | 0                | -                | - | -                    | -                    | -                    |                      |                      |
| 1993-1994 | HC České Budějovice | Extraliga       | 46 | 30               | 31               | 61               | 0                | -                | - | -                    | -                    | -                    |                      |                      |
| 1994-1995 | HC České Budějovice | Extraliga       | 52 | 26               | 41               | 67               | 0                | -                | - | -                    | -                    | -                    |                      |                      |
| 1994-1995 | Nürnberg Ice Tigers | DEL             | 1  | 1                | 2                | 3                | 0                | -                | - | -                    | -                    | -                    |                      |                      |
| 1995-1996 | Sparta Prague       | Extraliga       | 35 | 23               | 27               | 50               | 8                | 12               | 8 | 10                   | 18                   | 0                    |                      |                      |
| 1996-1997 | Sparta Prague       | Extraliga       | 51 | 21               | 52               | 73               | 8                | 4                | 1 | 3                    | 4                    | 0                    |                      |                      |
| 1997-1998 | Nürnberg Ice Tigers | DEL             | 49 | 24               | 26               | 50               | 20               | -                | - | -                    | -                    | -                    |                      |                      |
| 1998-1999 | Sparta Prague       | Extraliga       | 32 | 12               | 24               | 36               | 17               | -                | - | -                    | -                    | -                    |                      |                      |
| 1999-2000 | Sparta Prague       | Extraliga       | 3  | 0                | 0                | 0                | 0                | -                | - | -                    | -                    | -                    |                      |                      |
| 1999-2000 | HC Havířov          | Extraliga       | 36 | 9                | 17               | 26               | 20               | -                | - | -                    | -                    | -                    |                      |                      |
| 2000-2001 | HC Havířov          | Extraliga       | 17 | 3                | 3                | 6                | 2                | -                | - | -                    | -                    | -                    |                      |                      |
| 2000-2001 | Ässät Pori          | SM-liiga        | 34 | 7                | 9                | 16               | 8                | -                | - | -                    | -                    | -                    |                      |                      |
| 2001-2002 | HC České Budějovice | Extraliga       | 30 | 4                | 9                | 13               | 10               | -                | - | -                    | -                    | -                    |                      |                      |
| 2003-2004 | HC Strakonice       | 2.liga          | 17 | 9                | 15               | 24               | 0                | -                | - | -                    | -                    | -                    |                      |                      |
| 2004-2005 | HC Strakonice       | 2.liga          | 31 | 3                | 12               | 15               | 10               | 12               | 3 | 8                    | 11                   | 16                   |                      |                      |
| 2005-2006 | HC Strakonice       | 2.liga          | 12 | 5                | 5                | 10               | 4                | -                | - | -                    | -                    | -                    |                      |                      |

### En équipe nationale
| Année | Équipe          | Compétition                 |   | PJ | B | A  | Pts | Pun                |  | Résultat |
| 1987  | Tchécoslovaquie | Championnat d'Europe junior | 7 | 10 | 5 | 15 | 0   | Médaille d'argent  |  |          |
| 1993  | Tchéquie        | Championnat du monde        | 8 | 0  | 1 | 1  | 0   | Médaille de bronze |  |          |
| 1994  | Tchéquie        | Jeux olympiques             | 7 | 3  | 1 | 4  | 2   | Quart-de-finale    |  |          |
| 1994  | Tchéquie        | Championnat du monde        | 6 | 0  | 1 | 1  | 0   | 7e place           |  |          |
| 1995  | Tchéquie        | Championnat du monde        | 8 | 1  | 0 | 1  | 4   | 4e place           |  |          |